# 조지프 애디슨

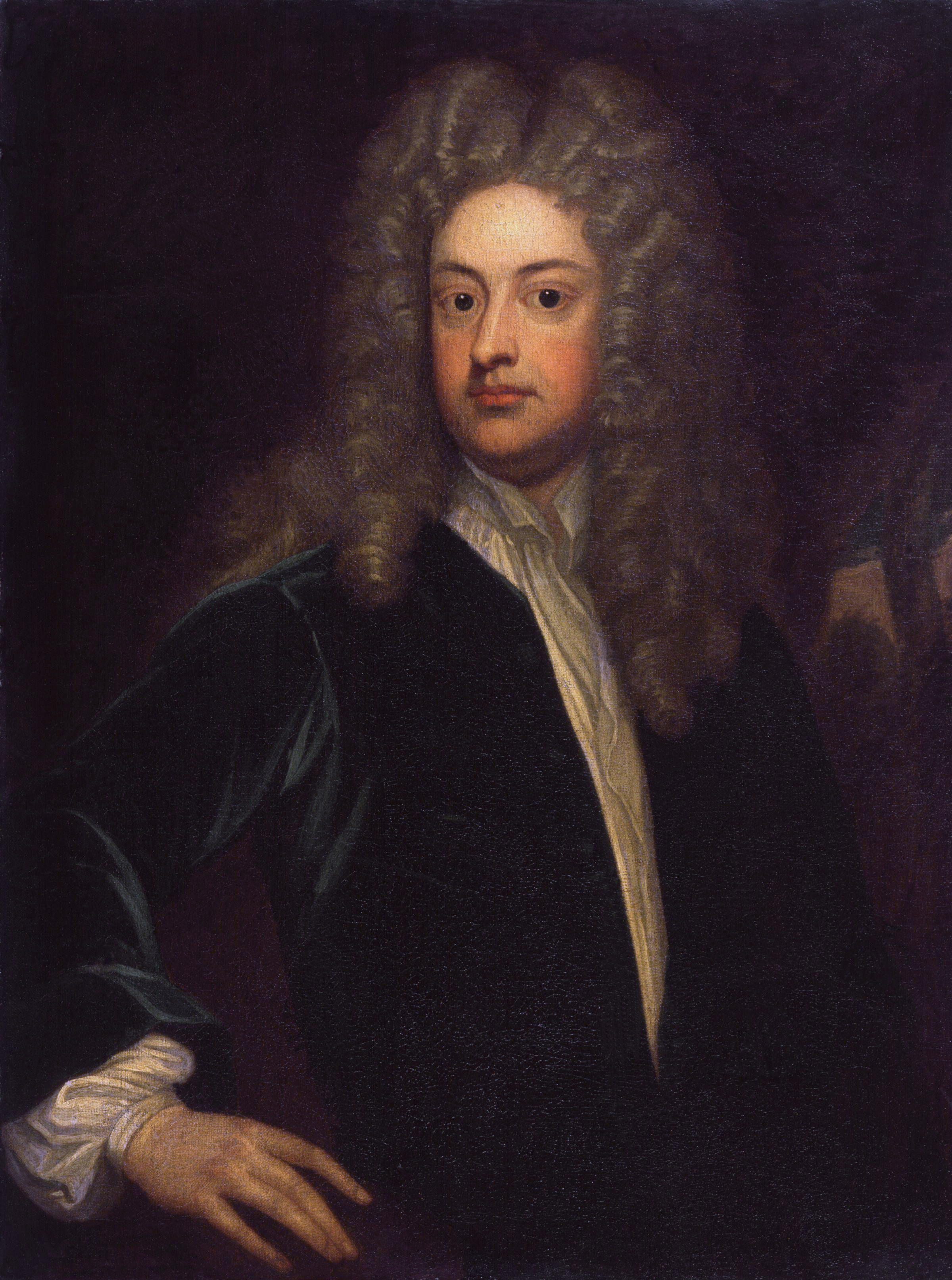
조지프 애디슨

조지프 애디슨(Joseph Addison, 1672년 5월 1일 ~ 1719년 6월 17일)은 영국의 수필가, 시인, 극작가, 정치인, 문학자이다. 랜슬롯 애디슨의 장남이며, 휘그당의 지지자이기도 하다. 옥스퍼드 대학교를 졸업 후 국회의원이 된다. 1711년, 친구 리처드 스틸과 함께 신문 《스펙테이터》를 창간한다.